# Родничёк (станция)
Родничек — железнодорожная станция Юго-Восточной железной дороги в селе Родничок Балашовского района Саратовской области.

## Деятельность
На станции осуществляются:
- продажа пассажирских билетов;
- приём и выдача багажа;
- приём и выдача вагонных грузов (имеются открытые площадки, подъездные пути).

На территории станции имеется склад АООТ «Сахарный завод „Балашовский“».